# Języki luwijskie
Języki luwijskie – podgrupa językowa w obrębie wymarłych języków anatolijskich.

## Klasyfikacja wewnętrzna
Klasyfikacja według Merritta Ruhlena.
Języki anatolijskie†
- Język hetycki†
- Język palajski†
- Język lidyjski†
- Języki luwijskie†
  - Język luwijski†
  - Język licyjski†